# The Money Store
The Money Store es el álbum debut del grupo de hip hop experimental Death Grips, lanzado el 24 de abril de 2012 a través de Epic Records. Fue anunciado junto con el segundo álbum del grupo, No Love Deep Web, publicado en octubre del mismo año.

## Trasfondo
El 7 de febrero de 2012, Death Grips publicaría en su canal de Youtube un video musical para una nueva canción, "Blackjack". Semanas después, The Money Store sería anunciado junto al video musical de la primera canción del álbum, "Get Got". Luego se anunció que Death Grips había firmado con Epic Records y que el grupo tenía planeado lanzar dos álbumes.
El 2 de marzo de 2012, el grupo subiría un video de un ensayo de la canción "Lost Boys", perteneciente al álbum El 13 de Marzo, la versión de studio sería publicada en su canal de Youtube, y luego fue lanzada como una descarga gratuita en su página oficial. El 27 de marzo, lanzaron el video musical de la canción "The Fever (Aye Aye)", seguido de una descarga gratuita.
El 10 de abril de 2012, la canción "I've Seen Footage" se lanzó como una descarga gratuita en su página oficial de SoundCloud. 
El álbum fue filtrado el 14 de abril, y el grupo subío el álbum completo ese mismo día a su canal de Youtube en una playlist y en su cuenta oficial de SoundCloud. 
El 4 de mayo, Death Grips anunció a través de Facebook que habían cancelado las próximas fechas de su gira en apoyo de The Money Store para terminar la grabación de su segundo disco, No Love Deep Web, declarando que "nos vamos a retirar para completar nuestro próximo álbum NO LOVE. Nos vemos cuando esté terminado. (Ya no hay shows programados)".

## Portada
La portada del álbum muestra a una mujer masoquista en ropa interior con "Death Grips" tallado en su pecho, con una correa en su cuello sostenida por una mujer sádica. La imagen fue dibujada por Sua Yoo, una artista con la que Death Grips había trabajado en el pasado. Más tarde ella apareció en la carátula del álbum Fashion Week. El dibujo originalmente apareció en un zine, pero luego se agregó el nombre de la banda tallado en el pecho de la sumisa.
La variante no explícita de la portada del álbum incluye una barra blanca con el nombre del álbum impreso en ella, censurando los senos.

## Recepción
The Money Store recibió elogios de la crítica tras su lanzamiento. El periodista musical Jim Carroll resumió: "MC Ride, Andy Morin y Zach Hill se propusieron crear un alboroto salvaje, espectacular e intenso. Una vez que te acostumbres al hecho de que están furiosos, te emocionarás con el aluvión de ruido crudo, fracturado, incesante y apocalíptico mientras Death Grips se prepara para el fin del mundo".
Jayson Greene de Pitchfork escribió que "The Money Store es una experiencia tan intelectual como una rodilla raspada. Pero es igual de bueno para recordarte que estás vivo".
El álbum también recibió un "10" del crítico musical Anthony Fantano, el primero de solo nueve.

## Lista de canciones
| N.º                   | Título                | Duración |  |
| 1.                    | «Get Got»             | 2:52     |  |
| 2.                    | «The Fever (Aye Aye)» | 3:07     |  |
| 3.                    | «Lost Boys»           | 3:06     |  |
| 4.                    | «Blackjack»           | 2:22     |  |
| 5.                    | «Hustle Bones»        | 3:03     |  |
| 6.                    | «I've Seen Footage»   | 3:23     |  |
| 7.                    | «Double Helix»        | 2:37     |  |
| 8.                    | «System Blower»       | 3:44     |  |
| 9.                    | «The Cage»            | 3:31     |  |
| 10.                   | «Punk Weight»         | 3:25     |  |
| 11.                   | «Fuck That»           | 2:25     |  |
| 12.                   | «Bitch Please»        | 2:57     |  |
| 13.                   | «Hacker»              | 4:36     |  |
| Duración total: 41:11 |                       |          |  |

## Créditos
- MC Ride - voz
- Zach Hill - batería, percusión, producción
- Andy Morin - teclados, programación, producción

## Posición en listas
| Lista                 | Posición más alta |
| --------------------- | ----------------- |
| US Alternative Albums | 24                |
| US Billboard 200      | 130               |
| US Heatseeker Albums  | 3                 |
| US Rap Albums         | 14                |
| US Top Rock Albums    | 39                |